# Catherine Hicks

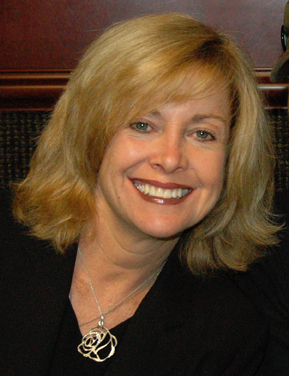
Catherine Hicks (2005)

Catherine Mary Hicks  (* 6. August 1951 in New York City) ist eine US-amerikanische Schauspielerin.

## Leben

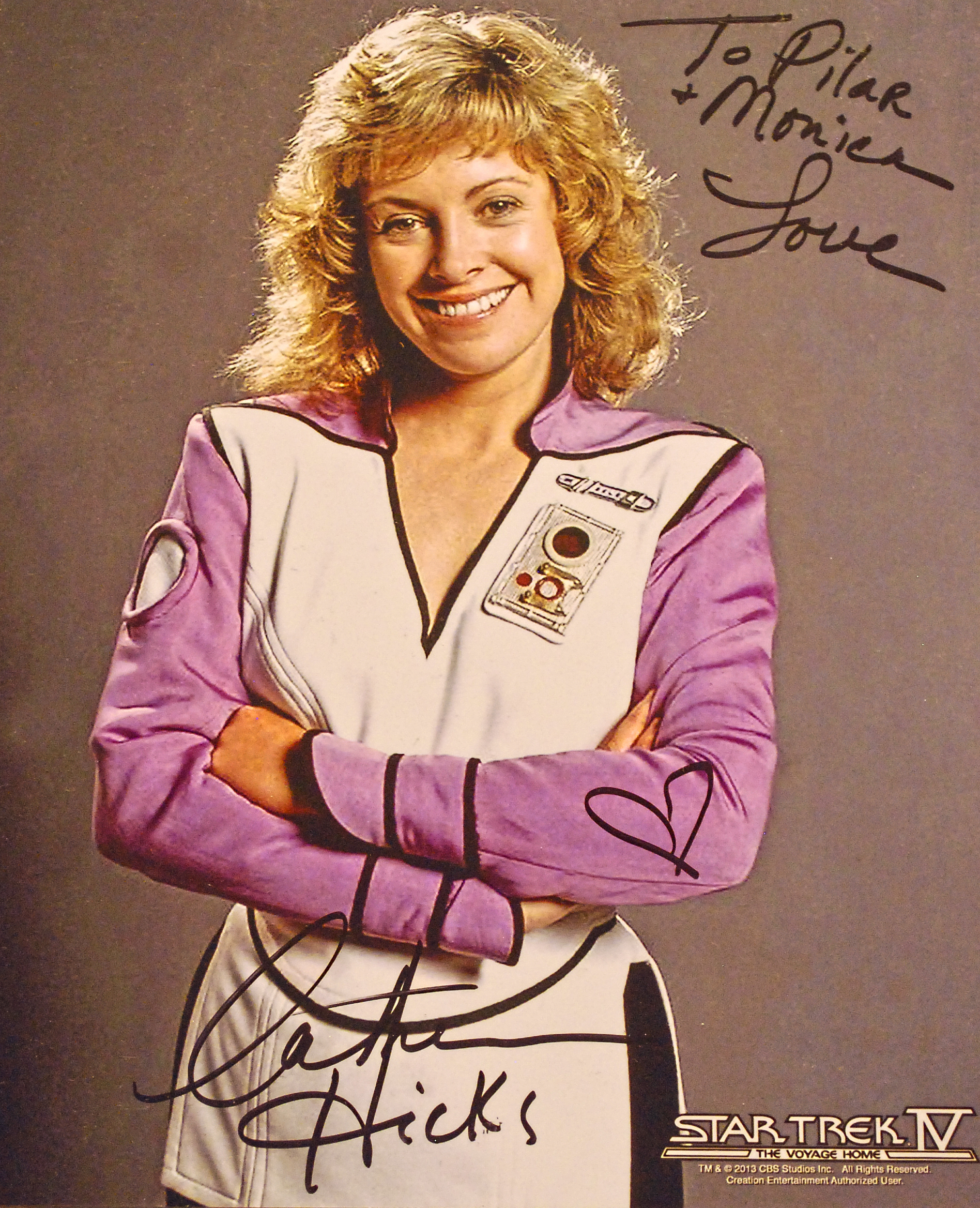
Autogrammkarte von Catherine Hicks (Rolle: Dr. Gillian Taylor in Star Trek IV: Zurück in die Gegenwart)

Hicks wurde in New York City als Tochter von Jackie, einer Hausfrau, und Walter Hicks, einem Elektronikverkäufer, geboren. Nach ihrem Theologie-Studium an der University of Notre Dame in South Bend, Indiana wurde Hicks Schauspielerin. 1996 bis 2007 spielte sie in der Fernsehserie Eine himmlische Familie eine Hauptrolle.
In erster Ehe war sie mit dem Autor Jeff Silverman verheiratet. 1988 traf sie ihren jetzigen Partner, den Special Artist Kevin Yagher, am Set des Films Chucky – Die Mörderpuppe. Sie heirateten am 19. Mai 1990 und haben eine gemeinsame Tochter, Caitlin (* 1992). Die Familie lebt in Bel Air.

## Auszeichnungen
Für ihre Darstellung der Marilyn Monroe in dem Fernsehfilm Marilyn: The Untold Story wurde Hicks für einen Emmy-Award nominiert.
Für ihre Nebenrolle in Star Trek IV wurde Hicks 1987 für einen Saturn Award nominiert. Für ihre Rolle in Chucky – Die Mörderpuppe wurde sie 1990 mit dem Preis ausgezeichnet. 1988 erhielt Hicks den Global 500 Award.
Zusammen mit ihrem Serienehemann Stephen Collins (Eine himmlische Familie) wurde Hicks sowohl im Jahr 2005 als auch 2006 für einen Teen Choice Award in der Kategorie Parental Unit nominiert.

## Filmografie (Auswahl)
Spielfilme
- 1978: Sparrow (Fernsehfilm)
- 1979: Love for Rent (Fernsehfilm)
- 1980: Meine Träume sind bunt (To Race the Wind, Fernsehfilm)
- 1980: Marilyn Monroe – Eine wahre Geschichte (Marilyn: The Untold Story, Fernsehfilm)
- 1981: Das Tal der Puppen (Valley of the Dolls, Fernsehfilm)
- 1982: Death Valley
- 1983: Ein Opa kommt selten allein (Better Late Than Never)
- 1983: Happy Endings (Fernsehfilm)
- 1984: Die Göttliche (Garbo Talks)
- 1984: Auf Messers Schneide (The Razor’s Edge)
- 1985: Jackpot (Fever Pitch)
- 1986: Peggy Sue hat geheiratet (Peggy Sue Got Married)
- 1986: Star Trek IV: Zurück in die Gegenwart (Star Trek IV: The Voyage Home)
- 1987: Laguna brennt (Laguna Heat, Fernsehfilm)
- 1987: Wie der Vater, so der Sohn (Like Father Like Son)
- 1988: Cognac
- 1988: Souvenir
- 1988: Chucky – Die Mörderpuppe (Child’s Play)
- 1989: Hände weg von meiner Tochter (She’s Out of Control)
- 1989: The Spy (Spy, Fernsehfilm)
- 1990: Wettlauf mit der Zeit (Running Against Time)
- 1991: Der Fiesling (Hi Honey: I’m Dead, Fernsehfilm)
- 1991: Todestraum – Der letzte Zeuge schweigt (Liebestraum)
- 1995: Die Augen meines Vaters (Redwood Curtain, Fernsehfilm)
- 1995: Dillinger und Capone (Dillinger and Capone)
- 1995: Animal Room
- 1997: Turbulence
- 1997: Mein Traummädchen von Nebenan (Eight Days a Week)
- 2000: For All Time (Fernsehfilm)
- 2008: Poison Ivy: The Secret Society (Fernsehfilm)
- 2009: Stranger with My Face (Fernsehfilm)
- 2009: My Name Is Jerry
- 2009: Split Second
- 2010: The Genesis Code
- 2010: Elf Sparkle and the Special Red Dress (Stimme von Snowdorable)
- 2011: A Valentine’s Date (Fernsehfilm)
- 2011: Borderline Murder – Schönheit um jeden Preis (Borderline Murder, Fernsehfilm)
- 2011: Game Time: Tackling the Past (Fernsehfilm)
- 2011: L.A. Love Story – Verliebt in Los Angeles (Dorfman in Love)
- 2011: Ghost Phone: Phone Calls from the Dead
- 2011: A Christmas Wedding Tail (Fernsehfilm)
- 2012: Shadow of Fear (Fernsehfilm)
- 2012: A Christmas Wedding Date (Fernsehfilm)
- 2013: Cowboys and Indians
- 2014: Ein Hund rettet Ostern (The Dog Who Saved Easter)
- 2015: Win, Lose, or Love (Fernsehfilm)
- 2015: A Christmas Reunion (Fernsehfilm)
- 2016: After the Rain
- 2016: The Legend of Alice Flagg (Fernsehfilm)

Fernsehserien
- 1976–1978: Ryan’s Hope (Seifenoper)
- 1978: Eine amerikanische Familie (Family, Folge 3x17)
- 1979–1980: Die Bären sind los (The Bad News Bears, 19 Folgen)
- 1982–1983: Detektei mit Hexerei (Tucker’s Witch, 12 Folgen)
- 1992: The Round Table (Folge 1x04)
- 1994: Diagnose: Mord (Diagnosis Murder, Folge 1x14)
- 1994: Winnetka Road (Fernsehserie, 6 Folgen)
- 1995: Burkes Gesetz (Burke’s Law, Fernsehserie, Folge 2x06)
- 1996–2007: Eine himmlische Familie (7th Heaven, 239 Folgen)
- 2016: Coming to the Stage (Fernsehserie, Folge 3x05)
- 2020: JJ Villard’s Fairy Tales (Folge 1x04, Stimme von Fairy)